# Dropknee

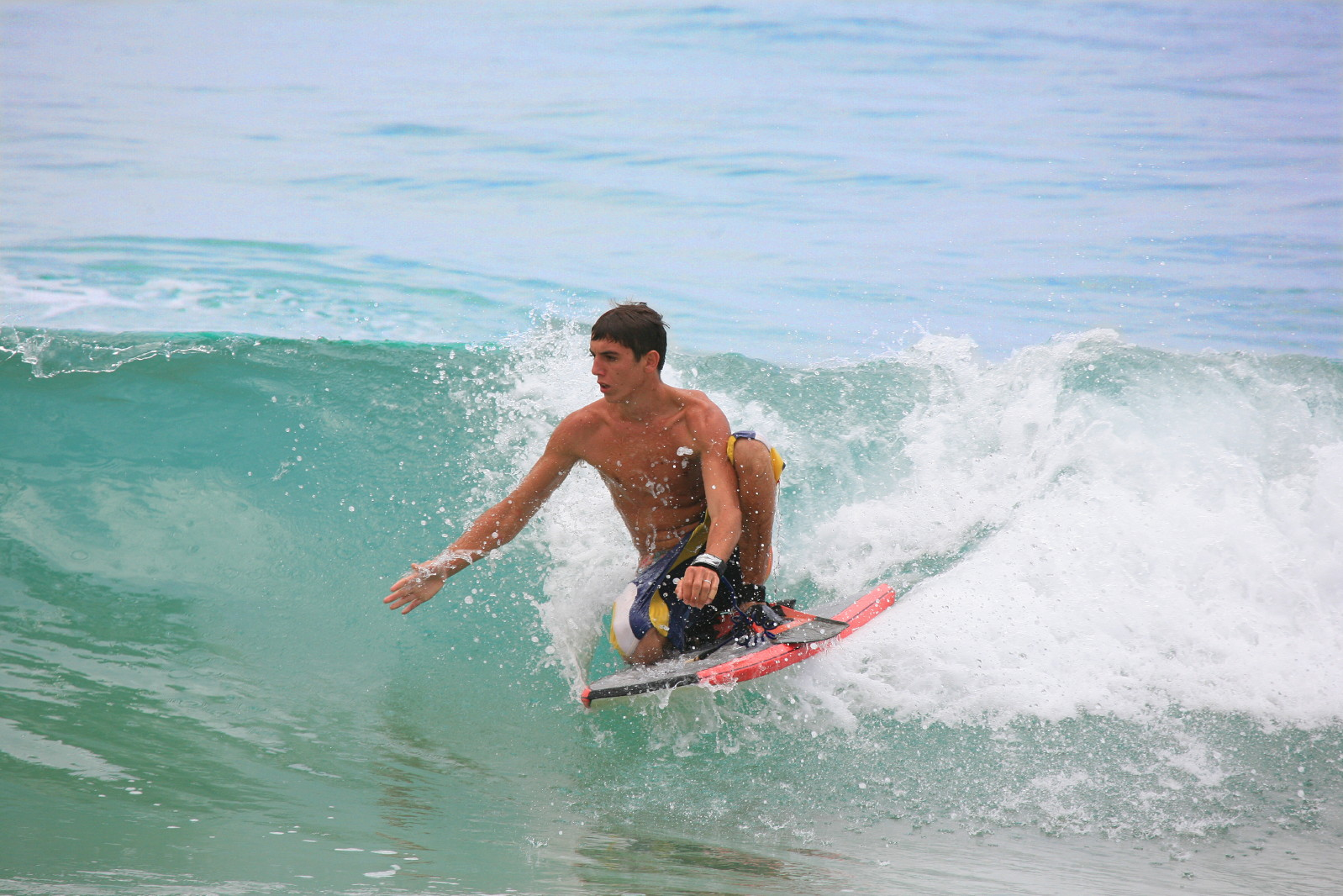
Un bodyboardeur pratiquant le dropknee.

Le dropknee, ou DK, est une variation du bodyboard dans laquelle le pratiquant, plutôt que s'allonger l'abdomen contre la planche, se tient en équilibre sur celle-ci en posant à l'avant un pied à plat et à l'arrière le genou de son autre jambe. Le Dropknee World Tour est la principale compétition dans cette discipline.